# Nothomiza intensa
Nothomiza intensa là một loài bướm đêm trong họ Geometridae.